# Kauldi Odriozola
Kauldi Odriozola Yeregui (Zumaia, 7 de janeiro de 1997) é um jogador de handebol espanhol.

## Carreira

### Carreira nos clubes
Odriozola aprendeu a jogar handebol no Pulpo KE em Zumaia. Para a temporada 2016/17, mudou-se para o clube da primeira divisão Bidasoa Irún, para quem marcou 554 gols em 141 jogos na Liga ASOBAL até o verão de 2022. Após sua primeira temporada, foi eleito o melhor estreante da liga. Nas temporadas 2017/18 e 2018/19, foi eleito o melhor ponta direita do time All-Star da liga espanhola.
Para a temporada 2022/23, Odriozola assinou um contrato de quatro anos com o clube francês HBC Nantes. Na temporada 2022/23, ele ganhou o Trophée des Champions, a LNH Supercup e a Coupe de France. Em 2024, ele ganhou a Coupe de France novamente.

### Carreira internacional
Odriozola estreou pela seleção espanhola em 7 de abril de 2018 contra a Tunísia. Nos Jogos do Mediterrâneo de 2018, ele ganhou a medalha de bronze com a Espanha. No Campeonato Europeu de 2022, ele marcou três gols em cinco jogos e ganhou a medalha de prata com a equipe. Nos Jogos do Mediterrâneo de 2022, ele ganhou a medalha de ouro novamente com a Espanha. Ele participou de um Campeonato Mundial pela primeira vez em janeiro de 2023 na Polônia e na Suécia. Ele ganhou a medalha de bronze com a seleção espanhola para o Campeonato Mundial de 2023. No Campeonato Europeu de 2024, ele se machucou após o segundo jogo.
Até julho de 2024, Odriozola havia disputado 62 partidas internacionais, nas quais marcou 173 gols.
Nos Jogos Olímpicos de Verão de 2024, em Paris, conquistou a medalha de bronze no torneio masculino do handebol, após vencer confronto contra a equipe eslovena por 23–22 na disputa pelo terceiro lugar.